# Shen Mengyu
Shen Mengyu (chinesisch 沈梦雨; * 19. August 2001 in Chuzhou, Anhui) ist eine chinesische Fußballspielerin.

## Karriere

### Verein
Zur Saison 2021/22 wechselte Shen Mengyu von Shanghai Shengli zum Celtic FC.

### Nationalmannschaft
Mit der U20 nahm sie an der Weltmeisterschaft 2018 teil, kam in drei Partien zum Einsatz und erzielte dabei ein Tor.
Am 5. Juli 2023 wurde sie für den finalen Kader bei der Weltmeisterschaft 2023 nominiert. Beim ersten Gruppenspiel gegen Dänemark gab sie so nicht nur ihr Turnier-Debüt, sondern absolvierte ihr erstes Länderspiel überhaupt. In dieser Begegnung wurde sie zur 78. Minute für Lou Jiahui eingewechselt.